# Limonia edura
Limonia edura är en tvåvingeart som beskrevs av Alexander 1935. Limonia edura ingår i släktet Limonia och familjen småharkrankar. Inga underarter finns listade i Catalogue of Life.